# Marco Aurelio Arriagada
Marco Aurelio Arriagada Palacios (15 de abril de 1830-Santiago, 28 de agosto de 1894) fue un militar chileno, que llegó a ser comandante en jefe del Ejército de Chile.

## Biografía
Ingresó en el ejército directamente al ser movilizado en el Batallón de Línea Santiago como subteniente, distinguiéndose en la Batalla de Loncomilla el 8 de diciembre de 1851.
Se fogueó en las campañas del norte contra las fuerzas revolucionarias en 1859, participando en las batallas de Los Loros y Cerro Grande. Posteriormente sirvió en Arauco a las órdenes del coronel Cornelio Saavedra durante siete años, siendo luego destinado a prestar servicios en Santiago de Chile.
En 1879 fue nombrado comandante de Antofagasta y luego jefe de las fuerzas de ocupación de la provincia de Tarapacá (1881), jefe del Estado Mayor del Ejército del Norte (1882) y comandante de las Fuerzas Expedicionarias al interior del Perú que en 1883 persiguieron a la columna de Andrés Avelino Cáceres desde las afueras de Lima hasta Yungay, en el callejón de Huaylas. En Yungay, Arriagada retornó al sur en la creencia que Cáceres había vuelto al sur. Sin embargo, Cáceres había huido al norte tras esparcir desinformación de que volvería al sur. Camino al norte, Cáceres fue derrotado por Alejandro Gorostiaga en la Batalla de Huamachuco.
En 1887 fue designado inspector general del Ejército y simultáneamente director de la Academia de Guerra hasta 1889, fecha en la que renuncia a sus cargos y se alinea con las fuerzas revolucionarias del Congreso, lo que hace efectivo en 1891. El 14 de septiembre de ese año es reintegrado a las filas del ejército con su grado y cargos anteriores, desempeñándose hasta 1894 en diversos puestos de la estructura institucional, entre ellos Presidente de la Comisión Calificadora de Servicios, hasta que fallece el 28 de agosto.